# Rio Isabela
Isabela é um rio da República Dominicana. Está localizada ao norte da cidade de Santo Domingo.